# Gaias børn
Gaias børn er en dansk dokumentarfilm fra 1998, der er instrueret af Bente Milton efter eget manuskript.

## Handling
Menneskets fascination af såkaldte vanskabninger, har dybe rødder i vor fælles fortid. På baggrund af den historiske samfundsudvikling fra antikken og frem til i dag, portrætterer filmen en række mennesker der lever med alvorlige fysiske misdannelser. Samtidig lægges der op til en etisk debat om den moderne genteknologis muligheder for at frasortere "genetiske fejltagelser" allerede i livets tidligste faser.